# Ngomkow
Ngomkow (ou Ngomkaw, Ngomko) est une localité du Cameroun située dans le département du Donga-Mantung et la Région du Nord-Ouest, à proximité de la frontière avec le Nigeria. Elle fait partie de la commune de Nwa et du canton de Mbaw.
Le nom Ngomko est un nom composé. Il est formé du mot « Nguu » qui veut dire « terrain » et du mot « ŋkwɔ́ » qui veut dire « espace ». Le nom Ngomko signifie donc « espace de terrain » ou « terrain spacieux ». Les premiers Ngomko se sont ainsi donnés un nom descriptif du terrain qu’ils ont trouvé. Le mot utilisé localement par les Ngomko pour désigner leur population est « Boŋkwɔ́ ». C’est une contraction de l’expression « Bə̀ Nguu-ŋkwɔ́ » et qui littéralement veut dire « Les gens du terrain spacieux».  Ainsi, le pays Ngomko se dira en langue Ngomko « Lá' Boŋkwɔ́ ». En ligne certains projets écrivent Ngomkow, Ngomkaw, Ngonncor ou Ngonnkor à la place de Ngomko qui devrait être la forme préférentielle.

## Population
En 1970 la localité comptait 465 habitants, des Mbaw.
Lors du recensement de 2005, on y a dénombré 511 personnes.